# 不時着時の姿勢
不時着時の姿勢（ふじちゃくじのしせい、brace position、crash position）は航空機などにおいて不時着時の衝撃に備えて乗客がとる姿勢。陸上・海上を問わず、緊急着陸が必要な場合には客室乗務員が正しい姿勢を案内する。

## 種類

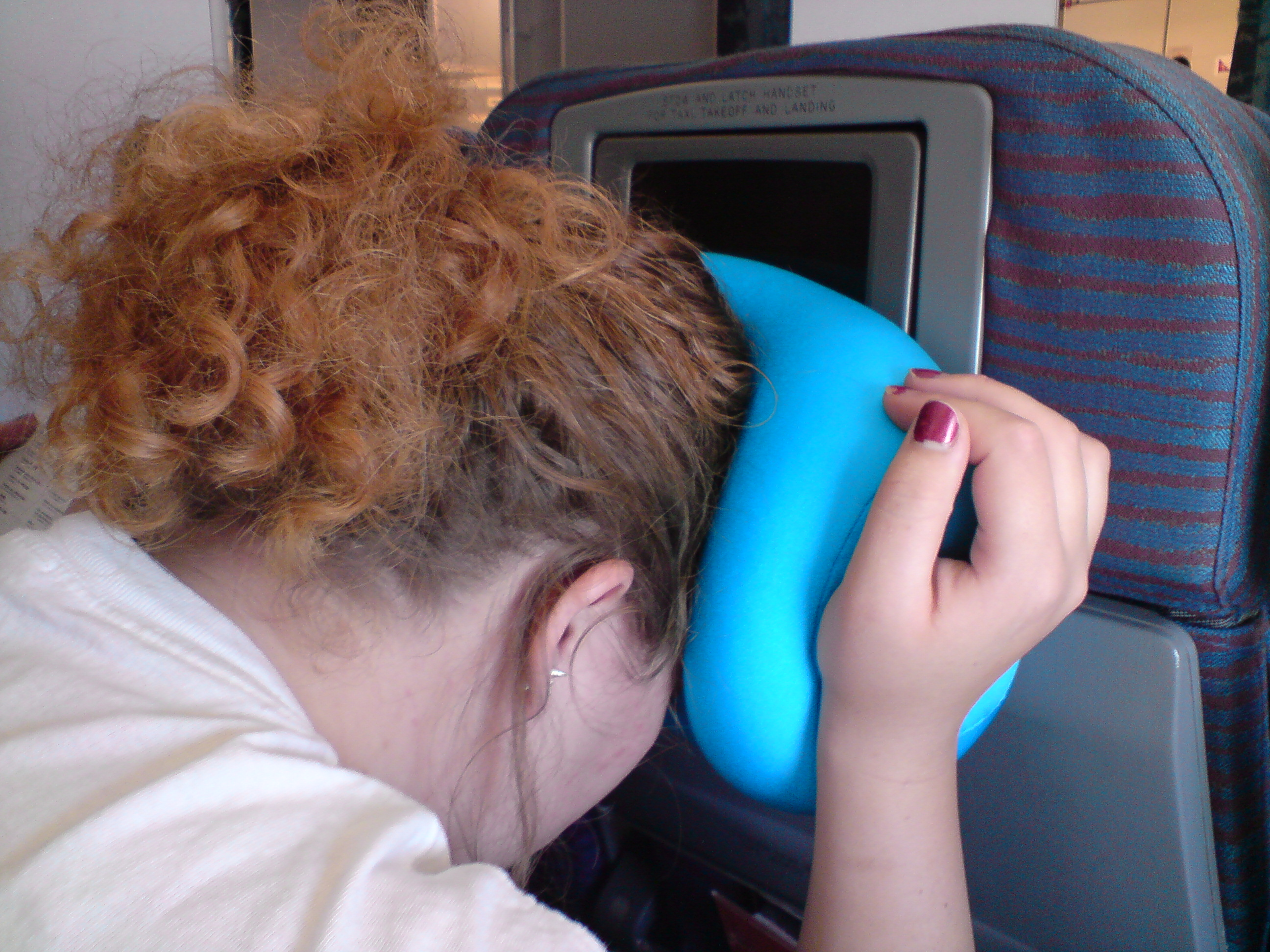
緊急着陸時の姿勢の例

2018年までは国際的に統一された姿勢はなく、各国が自国の航空当局の調査、ないし他国の調査結果を元に各々の姿勢を定めている。ただし各国とも以下のような共通点がある。進行方向に向いた座席で、腰周りにしかベルトがない場合は
- 着陸時に頭がぶつかりそうな場所に予め頭を当てて置く。例えば目の前の壁や前の人の座席など。頭が届かない場合には、頭のぶつかる予定の場所になるべく頭を近づけておく。
- ジャックナイフ現象、サブマリニング現象を防ぐため、ある程度体を屈めておく。
- 足は地面に水平に。

英国では1989年のブリティッシュミッドランド航空92便不時着事故を受け民間航空局がHawtal Whiting Structures社に委託しコンピューターシミュレーションを使った不時着時の姿勢の調査を行った。この調査にはノッティンガム大学及び航空医療研究所も協力している。
本調査ではケグワースで得られた知見を元に、進行方向向きの座席用の姿勢が細部に渡り研究された。最終調査結果は英国の各航空会社に周知されている。英国の航空会社が採用している姿勢は米国等での採用例とはやや異なる。英国では、足と膝を揃えて、足をしっかりと地面につける(足の裏全面を床につけるか、前部のみをつけるかする)。この際足は膝より後ろに来るようにして、脛や足を前の席にぶつけて損傷してしまわないようにする。頭はできる限り前に出すようにし、前の席に届くようであれば、前の座席に頭を固定し、手は頭の後ろで重ねる(この時指は組まず、片方の手にもう片方の手を被せるだけにする)。肘は頭を囲うようにする。こうすることで衝突の衝撃で腕がばらばらになってしまったり、頭に物がぶつかるのを防ぐことができる。また、頭の位置は前の座席のなるべく低い位置に来るようし、荷棚から落ちてきた荷物で怪我を負わないようにする。
米国の不時着時の姿勢も英国とほぼ同じだが、手の位置が若干異なる。手は頭の後ろではなく、前の座席の上部に持ってゆき、片方の手でもう片方の手首を握る。頭は腕と腕の間に持っていく。前の席まで手が届かない場合には、踵を手で握るか、膝の下に手を回し、片方の前腕をもう片方の手で握るようにする。
研究者の間では、不時着時に頭がぶつかるであろう場所(前の座席の裏側や前面の壁)に予め頭を当てておくのが一番安全であるということで意見の一致が見られる。こうすることで着地時の頭への衝撃が最小限に抑えられる。頭部への損傷が激しいと、乗客が意識を失ってしまい、着地後に機外へ脱出することが難しくなる。
客室乗務員は乗務員用の補助席に座っているため、不時着時の姿勢も上記とは若干異なる。現在のところ客室乗務員向けの姿勢の研究はほとんどないが、各航空会社ともほぼ同様の姿勢を採用している。
客室乗務員が進行方向後ろ向きに座っている場合には、頭と背中をしっかりと座面に固定し、膝と足を揃えて足は航空会社によって膝よりやや前か後ろに持ってくる。後ろに持ってくる場合は"toes to tail(つま先を尻尾へ)"と呼ばれる。ヨーロッパ系の航空会社においては、手は重ねて頭の後部を抱えるようにし、肘をくっつける。この時腕で耳を隠してしまわないようにする。こうすることで顔への飛来物を腕で防ぐことができ、且つ機内を見渡せ、何か指示があった場合に聞き取ることができる。一方、米国のFAA(Federal Aviation Administration, 連邦航空局)の調査では、後ろ手に組むと首や脊椎に余分な負担をかけてしまうことが明らかになった。これを受け米国の航空会社では乗務員に手のひらを床面に向けて座面に置き、その上に座るように指導することが多い。この他にも手で膝を握る方法や一方の腕でもう一方の腕を抱え込むようにする方法もある。
進行方向前向きの座席の場合にも基本的には後ろ向きのときと同じ姿勢をとることになるが、足は膝より後ろに持ってゆき、航空会社によっては顎を首に近づけて(機長に敬礼するような格好)むち打ち症を防ぐようにしている。
この他に客室乗務員向け第三の姿勢があり、常用姿勢(normal brace position)と呼ばれる。この姿勢は通常の離着陸の際にとる姿勢で、不測の緊急事態の際に怪我を防ぎ、必要に応じて即座に前述の完全な不時着時の姿勢に移れるようになっている。 完全な姿勢との違いは、常用姿勢の場合腕を腹部の辺りで組むか、手のひらを上にして腿の下に差し込む点である。常用姿勢は「一分間チェック」の一環となっている。一分間チェックとは離着陸時に客室乗務員が復唱する確認項目のことで、例えばドアの開け方、二番目に近い非常ドアの位置、今陸上を飛行中なのか海上を飛行中なのか、もしもの場合は何を指示するか等を各々確認する。一分間チェックを通じて客室乗務員は離着陸時の自分の役割を確認し、緊急事態が発生した場合には臨機応変かつ速やかに対処できるようにしている。
米国の航空会社では新たな姿勢を採用するところが多い。新しい座り方は、手を膝の下に差し込まず、膝の上に水平に置くようにする。手を膝の下に差し込んで置くと緊急着陸時に怪我を負ったり押しつぶされてしまう恐れがあるためである。

## 乳幼児
乳幼児を膝に抱えている場合は、一般にできる限り前述の姿勢に近い姿勢をとるようにした上で、子供の頭を保護するようにして抱えるのがよいとされる。英国では乳幼児用の専用ベルトをつけるようにしている。このベルトは、保護者のベルトに取り付けるようになっている。一方米国ではFAAの規定で専用ベルトの使用は認められていない。これはベルトによってかえって乳幼児が怪我を負う可能性を高まってしまうと考えられているためである。民間航空の草創期には乳幼児を壁際の床に寝かせるのが緊急着陸用の姿勢とされていた。この姿勢では乳幼児を保護できないため今日では採用されていない。乳幼児向けの最も安全な緊急着陸用の姿勢は公認の乳幼児用座席に座らせることである。

## 不時着時の姿勢に対する風説とそれに対する反証
緊急着陸用の姿勢に関しては、さまざまな風説の流布がされている。例えば「緊急着陸用の姿勢は墜落したときに歯を保護し、身元の確認が取りやすいようにするため」というものや、「緊急着陸用の姿勢は乗客の死亡率を上げ、保険会社が、乗客の生存した場合の医療費を回避できるようにするためのものである」というものもある。
しかし、実際には緊急着陸時の姿勢をとることで生存率が高まることが実証されている。飛行機が木にぶつかる寸前に、乗客の一人が異変に気づき緊急着陸時の姿勢をとったため助かったという事例がある。他の乗客が全員眠りについている際の出来事で、睡眠中だった乗客は全員死亡している。スカンジナビア航空751便不時着事故では、乗客全員が緊急着陸時用の姿勢をとっていたため助かったといわれている。
2009年1月15日に起きたUSエアウェイズ1549便のいわゆるハドソン川の奇跡では、ハドソン川に不時着するまで3分もなかったため、機長は「衝撃に備えて下さい(Brace for Impact.)」と指示しただけにとどまる一方、客室乗務員は「身構えて! 身構えて! 頭を下げて! 席を立たないで! (Brace! Brace! Heads down! Stay down!)」と繰り返した。このため乗員・乗客155人は重傷を負わずに済んだ。
2012年ボーイング727型機墜落実験においても、推奨されている姿勢が生存率を高めるのに最も効果的であるとされている。

## ICAOによる推奨姿勢
国際民間航空機構(International Civil Aviation Organization, ICAO)では、International Board for Research into Aircraft Crash Events（IBRACE）とともに、不時着時の姿勢に関する推奨事項を開発し、2018年にDoc 10086 Manual on Information and Instructions for Passenger Safetyとして出版、公開された。日本ではこの推奨事項に基づき、国土交通省航空局の指導により定期航空協会加盟の航空各社は2020年4月1日以降順次ICAO推奨の姿勢に変更することになった。

## 安全のしおり
航空当局により不時着時用の姿勢を安全のしおりに載せ、機内で実演するように決められている国が多い。例えば英国民間航空局(United Kingdom Civil Aviation Authority)の1993年付け認定航空会社向け通達やオーストラリア民間航空安全局(Civil Aviation Safety Authority)のCAO 020.11(14.1.3項)等が挙げられる。
不時着時用の姿勢は国際民間航空機構(International Civil Aviation Organization, ICAO)の定める基本綱領の中には盛り込まれていない。前述のように自主的に乗客向けの案内を行わせる国が多い中、米国連邦航空局(Federal Aviation Administratioin, FAA)では国内便及び米国発着の国際便に対して特に案内を義務付けていない。
2018年にICAOにて公開されたDoc 10086 Manual on Information and Instructions for Passenger Safetyには、安全のしおりに必要に応じて不時着時の姿勢を記載すべきとされている。

## 着陸まで時間の余裕がある場合とない場合
客室乗務員は予め緊急事態を判別できるよう訓練を受けている(例えば離陸の様子がいつもと違っている等)。危険を察知した場合には「Bend over! Stay down! (体をかがめて、その場を動かないで!)」、「Brace for impact! Heads down! Stay down! (身構えて! 顔は下! 席を立たないで!)」、「Brace! Brace! Heads down! Grab your ankles! (構えて、構えて! 顔は下! 足首を握って!)」等と叫ぶ。
着地まで時間の余裕がある場合は、客室乗務員から乗客に向けて正しい姿勢のとり方を手短に説明する。着陸直前に、操縦室から予め決められた合図(「Brace for impact. (構えて)」などのアナウンスないしシートベルトサインを点滅させる等)が送られるので、それを受けた客室乗務員は乗客に「Brace, brace! Stay down! (構えて、構えて、席を立たないで!)」、「Get your heads down, stay down! (顔を下げて、そのままで!)」等と叫ぶ。これは飛行機が完全に停止するか緊急脱出の指示が出るまで続けられる。各航空会社とも独自の文言を定めている。具体例としては2014年11月10日にジェットスター・ジャパンの旅客機が関西国際空港に緊急着陸した際の機内の様子が乗客によりYouTube上で公開されているので参考になる。